# Mikhail Aleksandrovich Vrubel
Mikhail Aleksandrovich Vrubel (tiếng Nga: Михаил Александрович Врубель; 17 tháng 3, 1856 – 14 tháng 4, 1910, theo lịch mới) là họa sĩ, nhà điêu khắc và thợ vẽ kỹ thuật người Nga. Là họa sĩ bậc thầy có sức sáng tác dồi dào và tân tiến trong nhiều loại hình khác nhau như hội họa, phác họa, điêu khắc trang trí hay nghệ thuật sân khấu, ông được coi là một trong những nghệ sĩ quan trọng nhất trong trường phái Tượng trưng Nga và là một trong những nhà tiên phong của nghệ thuật hiện đại.

## Cuộc đời và sự nghiệp

### Thời thơ ấu
Mikhail Vrubel sinh ngày 17 tháng 3 năm 1856. Ông cố của ông, Anton Antonovich Vrubel, sinh ra ở Białystok và từng là thẩm phán của thị trấn đó. Con trai ông, Mikhail Antonovich Vrubel (1799–1859), theo đuổi sự nghiệp quân sự. Ông này về hưu với chức quân hàm Thiếu tướng và hai lần kết hôn và có ba con trai và bốn con gái. Trong mười năm cuối đời, Mikhail Antonovich phục vụ với tư cách là ataman của người Cossack vùng Astrakhan. Vào thời điểm đó, thống đốc Astrakhan là người vẽ bản đồ nổi tiếng và đô đốc Grigori Basargin. Con gái của thống đốc, Anna, sau đó kết hôn với con trai thứ hai của Mikhail Antonovich từ cuộc hôn nhân đầu tiên, Alexander. Trước đây, Alexander phục vụ trong Trung đoàn Bộ binh Tengin, tham gia chiến tranh Kavkaz và chiến tranh Krym. Năm 1855, đứa con đầu lòng của họ, Anna Aleksandrovna (1855–1928), chào đời.
Khi 10 tuổi, Mikhail đã bộc lộ năng khiếu nghệ thuật qua việc tập vẽ, diễn kịch và âm nhạc. Điều đó hoàn toàn chiếm một vị trí không kém trong cuộc sống tương lai của ông ngoài hội họa. Theo Nina Dmitrieva, "cậu bé giống như một cậu bé thực sự có năng khiếu nhưng hứa hẹn là một người nghiệp dư đa năng hơn là một nghệ sĩ bị ám ảnh, người mà sau này cậu sẽ trở thành".
Ngoài ra, bố ông, Alexander Vrubel, đã thuê cho ông một giáo viên riêng, Andrei Godin, từ nhà thi đấu Saratov, người đã dạy các kỹ thuật vẽ tranh tiên tiến. Vào thời điểm đó, một bản sao của bức vẽ "Sự phán xét cuối cùng" của Michelangelo đã được trưng bày ở Saratov. Bức vẽ này đã gây ấn tượng mạnh với ông đến nỗi, theo lời kể của chị gái, đã sao chép nó từ trí nhớ của mình một cách chi tiết.

### Trường trung học
Vài năm sau đó, Mikhail đi học tại trường trung học Sankt-Peterburg thứ 5. Ban giám hiệu của trường này đặc biệt chú ý đến việc hiện đại hóa phương pháp giảng dạy, thúc đẩy nghiên cứu kiến thức cổ điển, phát triển văn học của học sinh trung học, các bài học khiêu vũ và thể dục dụng cụ. Ngoài việc học ở trường trung học, Mikhail còn tham gia các lớp học vẽ tại trường của Hiệp hội Khuyến khích Nghệ thuật Hoàng gia. Tuy nhiên, ông quan tâm nhất đến khoa học tự nhiên nhờ người thầy Nicolai Peskov, một người lưu vong chính trị. Năm 1870, sau ba năm sống ở Sankt-Peterburg, gia đình ông chuyển đến Odessa vì bố ông được bổ nhiệm làm thẩm phán tại tòa án đồn trú phòng ở thành phố đó.